# Endnutzung
Endnutzung bezeichnet in der Forstwirtschaft die Ernte eines Waldbestandes bzw. einer Forstabteilung, die das in der Forsteinrichtung langfristig geplante Erntealter, die so genannte Umtriebszeit, erreicht hat. Die Endnutzung ist eine Nutzung im Rahmen der Betriebsform des schlagweisen Hochwaldes. Da Bundes- und Landes-Waldgesetze die ungenehmigte Umwandlung von Wald zu anderen Nutzungsformen verbieten, muss im Anschluss an eine Endnutzung von Waldflächen der Wald in der Regel verjüngt werden durch Anlage von Kulturflächen. Diese Pflicht zu anschließender Wiederaufforstung entfällt, wenn sich bereits in den Jahren oder Jahrzehnten vor der Endnutzung des Altbestandes eine neue junge Baumgeneration unter den Altbäumen etabliert hat. Dies kann durch natürlichen Aufwuchs (= Naturverjüngung) oder, wenn keine samenproduzierenden Altbäume der erwünschten Baumarten vor Ort vorhanden sind, durch Pflanzung oder Saat erfolgen(= Kunstverjüngung, Vorbau, Voranbau).  
Als Vornutzung wird dagegen die Durchforstung und somit nur punktuelle Nutzung unter positiver Auslese eines noch nicht erntereifen Bestandes zum Zwecke der Pflege und der Qualitätsoptimierung des verbleibenden Bestandes bezeichnet.

## Begriffsabgrenzung
Der Begriff der Endnutzung ist eng verbunden mit dem Altersklassenmodell der Forstwirtschaft. Das Altersklassenmodell entwickelte sich im Zusammenhang mit dem Grundsatz der Massennachhaltigkeit, der infolge der Übernutzungen der Wälder auch in Deutschland bis ins 18. und 19. Jahrhundert entwickelt wurde. Die Massennachhaltigkeit besagt im Kern, dass dem Wald nicht mehr Holz entnommen werden darf, als im Entnahmezeitraum nachhaltig zur Nutzung für folgende Generationen nachwächst. 
Im Anhalt an die biologisch bedingt unterschiedlichen Entwicklungszyklen der Baumarten, standortbedingte Besonderheiten und marktübliche, verkaufsfähige Holzsortimente wurden für die wesentlichen Baumarten standardisierte Umtriebszeiten festgelegt. Das Altersklassenmodell arbeitet u. a. zwecks Planbarkeit und Vereinfachung der Verwaltungsstrukturen mit flächig gleichaltrigen Beständen, die meist aus Bäumen der gleichen Art angelegt sind. Somit können je Bestand definierbare Zeiträume für Pflege und Vornutzungen sowie für die abschließende Endnutzung des Bestandes in der Forsteinrichtung geplant und in der Regel auch in der operativen Forstwirtschaft eingehalten werden. 
Durchforstungen werden im schlagweisen Hochwald, aber auch in anderen Betriebsformen wie dem Plenterwald oder der naturgemäßen Wirtschaft durchgeführt; die Endnutzung mit nachfolgender Kulturanlage ist dagegen kennzeichnender Eingriff des schlagweisen Hochwalds.
Für das Ernten hiebsreifer Stämme in ungleichaltrigen Beständen wird der Ausdruck „Endnutzung“ normalerweise nicht gebraucht, findet sich aber vereinzelt in Begriffen wie „Endnutzungsdurchforstung“ usw.

## Waldbauliche Umsetzung
Zentrale Planungswerke der Forstwirtschaft sind die Standortskartierung und die Forsteinrichtung. Die Standortskartierung erfasst zunächst die Wuchsbedingungen eines Waldstandortes hinsichtlich Klima, Wasser- und Nährstoffversorgung sowie Gefährdungen wie z. B. Windwurfgefahr. Daran orientiert empfiehlt die Standortkartierung geeignete Bestockungen mit Baumarten oder deren Mischungen, die am gegebenen Standort die besten ökologischen und ökonomischen Erfolgsaussichten haben. 
Die Forsteinrichtung inventarisiert und plant im Anhalt an die Standortkartierung die Entwicklung und mögliche Nutzung der Bestände für Zeiträume von meist 10 Jahren. Sie legt mit Blick auf Kartierung, Bestand und aktuelle Faktoren wie die Marktsituation die Vor- und Endnutzungsmassen unter Ausarbeitung von Pflegeplänen je Bestand für den Einrichtungszeitraum fest. 
Wurden bis Anfang der 1990er Jahre Endnutzungsbestände in Deutschland nach Erreichen der Umtriebszeit meist im Akkord durch manuelle Arbeit mit der Motorsäge geerntet, hielt nach den verheerenden Stürmen „Vivian“ und „Wiebke“ 1990 der maschinelle Einschlag verstärkt Einzug in der deutschen Forstwirtschaft, da diese Sturmwürfe von Hand nicht effizient bzw. ohne die im Sturmwurf zu erwartende hohe Unfallquote aufzuarbeiten waren. Auch reguläre Endnutzungen wurden in Folge zunehmend maschinell durchgeführt, da rasch an große Holzdimensionen angepasste Harvester oder Vollernter genannte Erntemaschinen entwickelt wurden. 
Zur Vermeidung der negativen Wirkungen dieser Betriebsform des schlagweisen Hochwalds entwickelten sich diverse Hiebstechniken im Übergang zur naturgemäßen Bewirtschaftung, die den Bestand nur teilweise auflichten, um die Bodengare und nachfolgend eine natürliche Verjüngung einzuleiten.

## Probleme und Alternativen
Hauptproblem des schlagweisen Hochwaldes, der bestandsweisen Bewirtschaftung von Wäldern mit flächiger Endnutzung, ist der langfristig energieintensive Eingriff ins Ökosystem unter nicht markt- und damit nicht absatzorientiertem Anfall eines bestimmten Holzsortimentes bei Zurückbleiben einer Blöße im Waldbestand, die unter z. T. hohem Arbeits- und Materialaufwand unter Kultur genommen werden muss. Entsprechend ist seit Jahren die Verringerung der gesetzlich zulässigen Kahlschlagsflächen in einschlägigen Waldgesetzen von Bund und Ländern zu beobachten. 
Naturgemäße Waldwirtschaft geht im Gegensatz zur klassischen flächigen Endnutzung mit kleinflächigen Eingriffen z. B. unter einzelstammweiser Nutzung bei Erreichen einer definierten Zielstärke des Einzelstammes vor. Unter der Voraussetzung angepasster Wildbestände reduziert diese Wirtschaftsform den andernfalls zur Verjüngung nötigen Aufwand deutlich, da bei Auflaufen von Naturverjüngung keine teuren Baumschulpflanzen unter Arbeitseinsatz gesetzt und kein Zaun gebaut werden muss. Damit verbunden ist meist die Entwicklung zu einem den natürlichen Verhältnissen eher entsprechenden Mischungsverhältnis der Baumarten. 